# Canton de Carpentras-Sud
Le canton de Carpentras-Sud est une ancienne division administrative française du département de Vaucluse, en région Provence-Alpes-Côte d'Azur.

## Histoire
Le canton est supprimé par le décret du 28 février 2014 qui entre en vigueur à l'issue des élections départementales de mars 2015. La commune de Carpentras est réunie sur un seul canton. Les communes d'Althen-des-Paluds, Entraigues-sur-la-Sorgue et Monteux rejoignent le nouveau canton de Monteux et celle de Mazan est rattachée au canton de Pernes-les-Fontaines.

## Composition
Le canton de Carpentras-Sud comprenait une partie de la commune de Carpentras et quatre autres communes :
| Communes                 | Population   | Code postal | Code insee | Intercommunalité                                    |
| ------------------------ | ------------ | ----------- | ---------- | --------------------------------------------------- |
| Carpentras (chef-lieu)   | +14 189, (1) | 84200       | 84031      | Communauté d'agglomération Ventoux-Comtat Venaissin |
| Althen-des-Paluds        | +02 684,     | 84210       | 84001      | Communauté de communes Les Sorgues du Comtat        |
| Entraigues-sur-la-Sorgue | +07 941,     | 84320       | 84043      | Communauté d'agglomération du Grand Avignon         |
| Mazan                    | +05 791,     | 84380       | 84072      | Communauté d'agglomération Ventoux-Comtat Venaissin |
| Monteux                  | +11 122,     | 84170       | 84080      | Communauté de communes Les Sorgues du Comtat        |

(1) fraction de commune.

## Représentation

### Conseillers généraux de 1833 à 2015
| Date d'élection   | Identité                                | Parti               | Qualité |
| ----------------- | --------------------------------------- | ------------------- | --- |
| 1833-1844 (décès) | Joseph-Charles Morard (1773-1844)       |                     | Président du tribunal civil de Carpentras |
| 1845-1848         | Gaspard-Adolphe Tramier de la Boissière |                     | Maire de Carpentras (1831 et 1848-1850) |
| 1848-1852         | Joseph Paul Marc Floret                 |                     | Avocat à Carpentras, ancien sous-préfet Propriétaire à Sorgues |
| 1852-1861 (décès) | Marquis César Joannis de Verclos        | Majorité dynastique | Propriétaire à Avignon Député (1852-1861) |
| 1861-1870         | Jean Charles Elzéar Calixte Michaélis   |                     | Président du tribunal civil d'Avignon |
| 1870-1871         | M. Escoffier M. Faye M. Gauthier        |                     | Membres de la commission départementale |
| 1871-1874         | Charles Teyssier                        |                     | Adjoint au maire de Carpentras |
| 1874-1880         | Félicien Barcilon                       | Union des droites   | Avocat Député (1877-1878-invalidé) |
| 1880-1886         | Eugène Guérin                           | Républicain         | Avocat, Sénateur (1890-1920) Ministre de la Justice (1893, 1894, 1895) Maire de Carpentras (1881-1886)                                                                     |
| 1886-1892         | Eugène Fortunet                         | Droite monarchiste  | Avocat, adjoint au maire de Carpentras |
| 1892-1898         | Cyprien Poujade                         | Républicain         | Ancien Maire de Carpentras (1870-1871, 1876-1877 et 1878-1881) |
| 1898-1905 (décès) | Auguste Béraud                          | Rad.                | Docteur en médecine à Monteux Député (1892-1893) - Sénateur (1900-1905) |
| 1905-1910         | Joseph Michel                           | Rad.                | Docteur en médecine à Carpentras |
| 1910-1919         | Jean-Baptiste Charrasse                 | Act.lib.            | Docteur en médecine Maire de Mazan |
| 1919-1928         | Alphonse Reynaud                        | Rad.                | Propriétaire à Monteux |
| 1928-1940         | Alexis Grimaud (1890-1944)              | Conservateur        | Médecin, chef des services chirurgicaux de la ville de Carpentras Membre de la Commission administrative départementale (1941-1942) Nommé conseiller départemental en 1942 |
| 1945-1958         | Gaston Gonnet                           | Rad.                | Maire de Monteux (1936-1941 et 1947-1959) |
| 1958-1964         | M. Montel                               | DVD                 | |
| 1964-1982         | Léonce Barras (1903-1993)               | Rad. puis UDF-Rad.  | Instituteur Maire de Mazan (1971-1983) |
| 1982-2015         | Jean-Michel Ferrand                     | RPR puis UMP        | Professeur de lettres Député de Vaucluse (1986-2012) Ancien Adjoint au Maire de Carpentras                                                                                 |

### Conseillers d'arrondissement (de 1833 à 1940)
Le canton de Carpentras Sud avait deux conseillers d'arrondissement.
| Période                                  | Période | Identité                  | Étiquette    | Qualité |
| ---------------------------------------- | ------- | ------------------------- | ------------ | --- |
| 1833                                     |         | Joseph Xavier Blanchet    |              | Propriétaire à Mazan                                                                                        |
| 1833                                     |         | M. Morier-Lotelier        |              | Marchand de drap, conseiller municipal de Carpentras                                                        |
|                                          |         |                           |              | |
| 1892                                     | 1895    | Joseph-Xavier Montagard   | Républicain  | Suppléant du juge de paix                                                                                   |
| 1895                                     | 1907    | Jacques-Joseph Ulpat      | Républicain  | Propriétaire à Monteux                                                                                      |
|                                          |         |                           |              | |
| 1913                                     |         | M. Gautier                | Conservateur | |
| 1913                                     |         | M. Grimaud                | Conservateur | |
|                                          |         |                           |              | |
| 1925                                     | 1937    | Louis Augier              | SFIO         | Représentant de commerce à Carpentras                                                                       |
| 1931                                     | 1940    | Ernest Perrin (1886-1964) | SFIO         | Agriculteur, maire d'Althen-des-Paluds (1929-1940)                                                          |
| 1937                                     | 1940    | M. Bertrand               | Radical      | Notaire à Carpentras                                                                                        |
| 1940                                     |         |                           |              | Les conseils d'arrondissement ont été suspendus par la loi du 12 octobre 1940 et n'ont jamais été réactivés |
| Les données manquantes sont à compléter. |         |                           |              | |

## Démographie
| 1962 | 1968 | 1975 | 1982 | 1990   | 1999   | 2006   | 2011   | 2012   |
| ---- | ---- | ---- | ---- | ------ | ------ | ------ | ------ | ------ |
| -    | -    | -    | -    | 31 331 | 35 212 | 38 589 | 41 727 | 41 948 |